# Muffin

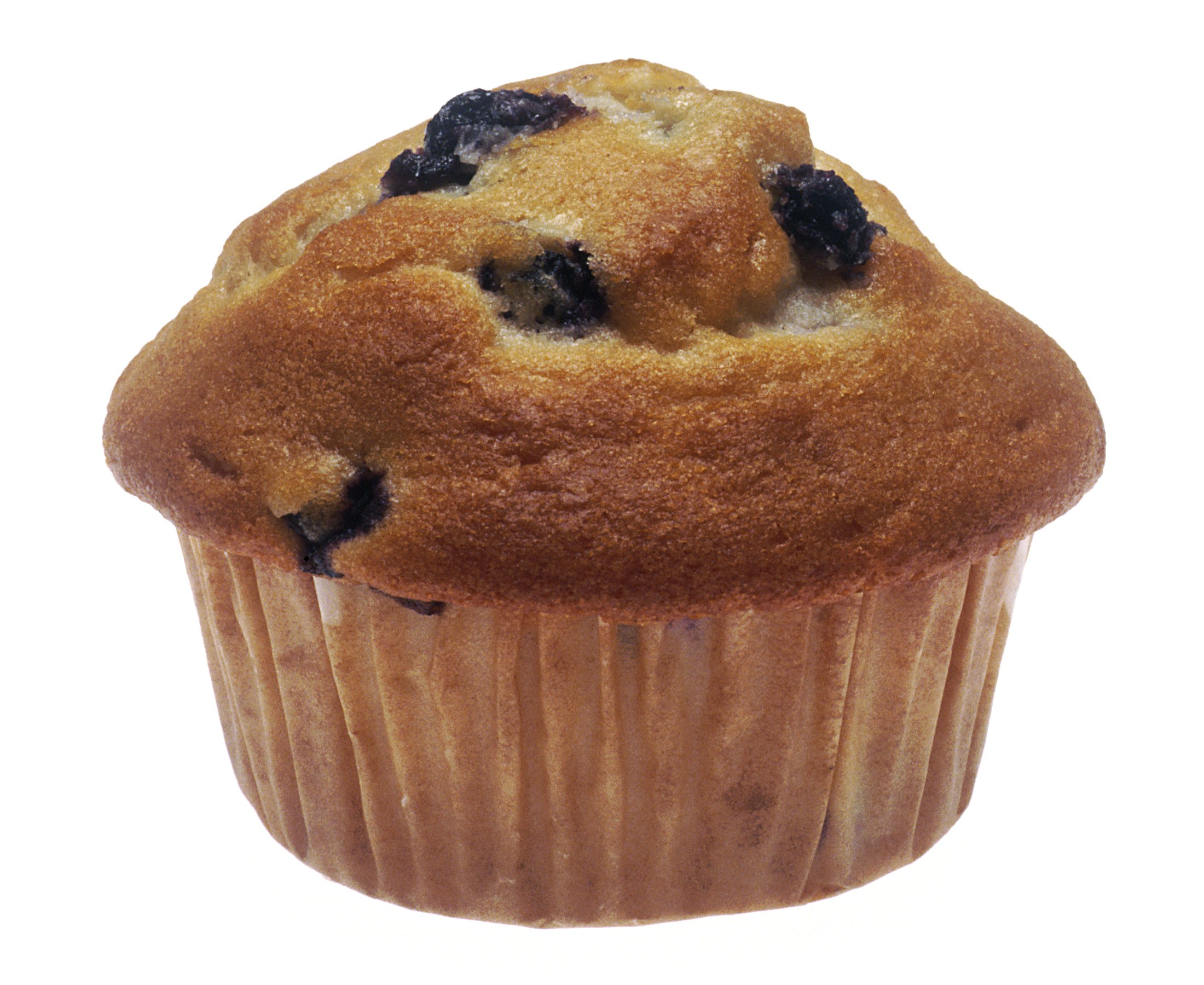
Muffin z jagodami

Muffin [wym. mafin] (lub zdrobniale muffinka, muffinek) – pochodzące z kuchni amerykańskiej ciastko w kształcie wysokiej babeczki z różnymi dodatkami, zarówno słodkimi (np. z rodzynkami, czekoladą, bakaliami, owocami, a nawet orzechami) jak i wytrawnymi (np. z warzywami albo nawet z mięsem). Bardzo popularne w USA, Kanadzie, Irlandii i Wielkiej Brytanii.
W cieście biszkoptowo-tłuszczowym na muffiny (zarówno słodkie jak i wytrawne) wykorzystuje się olej roślinny lub stopione masło. Przyrządza się je w specyficzny sposób: wpierw należy wymieszać osobno składniki suche i płynne, następnie mieszaniny łączy się i dodaje do całości składniki smakowe. Babeczki wypieka się w osobnych foremkach lub na blasze ze specjalnymi wgłębieniami.

## Inne znaczenia
W USA, Kanadzie, Australii i Nowej Zelandii „angielskimi muffinami” nazywa się smażone drożdżowe placuszki-bułeczki, podawane na gorąco z masłem.

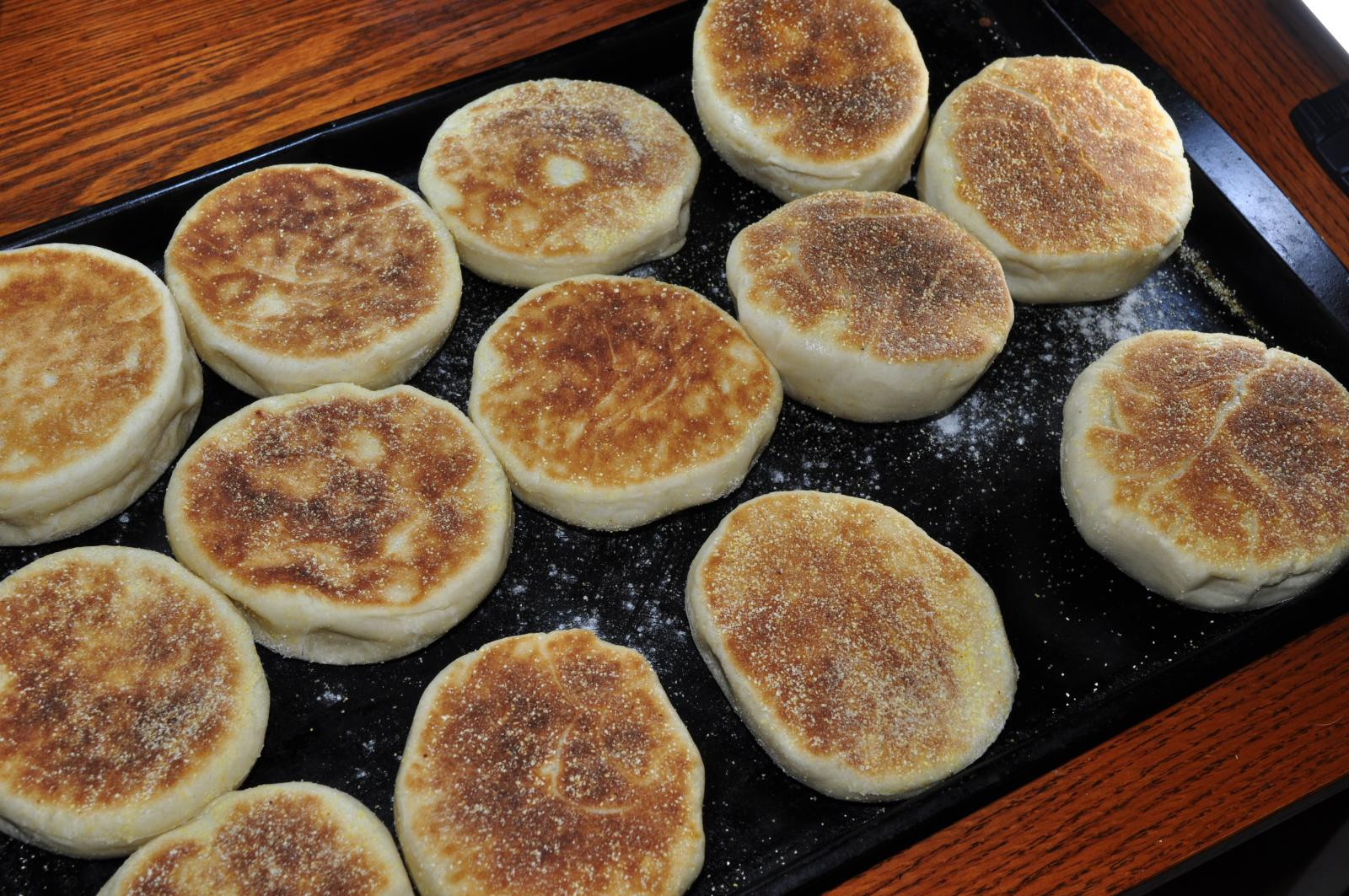
„Angielskie” muffiny